# The Tokyo Blues
The Tokyo Blues – album studyjny amerykańskiego pianisty jazzowego Horace’a Silvera oraz współpracujących z nim w The Horace Silver Quintet muzyków, wydany z numerem katalogowym BLP 4110 i BST 84110 w 1962 roku przez Blue Note Records.

## Powstanie
Materiał na płytę został zarejestrowany 13 (utwory A2, B1) i 14 lipca (A1, B2, B3) 1962 roku przez Rudy'ego Van Geldera w należącym do niego studiu (Van Gelder Studio) w Englewood Cliffs w stanie New Jersey. Produkcją albumu zajął się Alfred Lion.

## Lista utworów
Opracowano na podstawie materiału źródłowego.
Wydanie LP
Strona A
| Nr | Tytuł utworu     | Muzyka        | Długość |
| -- | ---------------- | ------------- | ------- |
| 1. | „Too Much Sake”  | Horace Silver | 6:48    |
| 2. | „Sayonara Blues” | Silver        | 12:14   |
|    |                  |               | 19:02   |

Strona B
| Nr | Tytuł utworu      | Muzyka         | Długość |
| -- | ----------------- | -------------- | ------- |
| 1. | „The Tokyo Blues” | Silver         | 7:40    |
| 2. | „Cherry Blossom”  | Ronnell Bright | 6:12    |
| 3. | „Ah! So”          | Silver         | 7:08    |
|    |                   |                | 21:00   |

## Twórcy
Opracowano na podstawie materiału źródłowego.
Muzycy:
- Horace Silver – fortepian
- Blue Mitchell – trąbka
- Junior Cook – saksofon tenorowy
- Gene Taylor – kontrabas
- John Harris Jr. – perkusja

Produkcja:
- Alfred Lion – produkcja muzyczna
- Rudy Van Gelder – inżynieria dźwięku
- Reid Miles – projekt okładki
- Francis Wolff – fotografia na okładce
- Atsuhiko Kawabata – liner notes
- Michael Cuscuna – produkcja muzyczna (reedycja z 2009)
- Bob Blumenthal – liner notes (2009)